# Charles Greville (diariste)
Charles Cavendish Fulke Greville (2 avril 1794 - 17 janvier 1865) est un chroniqueur anglais et un joueur de cricket amateur qui joue au cricket de première classe de 1819 à 1827.

## Biographie

### Jeunesse
Il est le fils de Charles Greville, un cousin germain de Francis Greville (1er comte de Warwick) et de Lady Charlotte Bentinck, fille de William Cavendish-Bentinck (3e duc de Portland) (ancien chef du parti Whig et premier ministre) . Il est le frère d'Algernon Greville.
Une grande partie de l'enfance de Greville se passe dans la maison de son grand-père maternel à Bulstrode. Il est l'un des Pages d'Honneur de George III, et fait ses études au Collège d'Eton et Christ Church, Oxford, mais il quitte l'université de bonne heure, ayant été nommé secrétaire particulier d'Henry Bathurst (3e comte Bathurst) avant l'âge de vingt ans . La protection du duc de Portland lui assure le secrétariat de l'île de la Jamaïque, qui est une Sinécure, les fonctions étant remplies par un adjoint. Sa mère est largement considérée comme la maîtresse du duc de Wellington, une liaison qui cause beaucoup de détresse à sa famille et pourrait expliquer l'attitude souvent hostile de Greville envers Wellington .

### Carrière publique comme greffier ordinaire du conseil
Greville commence ses fonctions de greffier ordinaire du conseil en 1821 et conserve le poste pendant près de quarante ans, jusqu'à sa retraite en 1859. Il sert donc sous trois souverains successifs (George IV, Guillaume IV et Victoria) et, bien qu'aucune fonction politique ou confidentielle ne soit attachée à cette fonction, c'est celle qui l'amène à avoir des relations habituelles avec les chefs de tous les partis de l'État. Bien né, bien élevé, beau et accompli, Greville mène la vie aisée d'un homme du monde, prenant une part occasionnelle aux transactions de son époque et très consulté dans les affaires de la vie privée.
Greville publie anonymement, en 1845, un volume sur la politique passée et présente de l'Angleterre en Irlande, dans lequel il préconise le paiement du clergé catholique romain ; et il est aussi l'auteur de plusieurs brochures sur les événements de son temps.

### Joueur de cricket amateur et propriétaire de haras
Joueur de cricket amateur il joue au cricket de première classe de 1819 à 1827. Principalement associé au Marylebone Cricket Club (MCC), il fait cinq apparitions connues dans des matchs de première classe . Il joue pour les Gentlemen dans la série Gentlemen v Players.
En 1837, Greville gagne 9 000 livres grâce à la première place de son cheval Mango dans les St. Leger Stakes . Jusqu'en 1855, date à laquelle il vend son haras, il est un membre actif du turf, et il s'entraîne successivement avec Lord George Bentinck et avec le duc de Portland.

### Décès et postérité
Greville meurt à Mayfair, Londres, et la célébrité maintenant attachée à son nom est entièrement due à la publication posthume d'une partie d'un journal ou d'un journal qu'il avait pour habitude de garder pendant la plus grande partie de sa vie. Il a donné ce document à son ami Henry Reeve peu de temps avant sa mort, avec une injonction qu'ils devraient être publiés, dans la mesure du possible, à une période pas trop éloignée après la mort de l'écrivain.

## Journal intime
Les journaux des règnes de George IV et de Guillaume IV, s'étendant de 1817 à 1837, sont publiés conformément à ses instructions près de dix ans après sa mort. Peu de publications ont été reçues avec un plus grand intérêt par le public ; cinq grandes éditions sont vendues en un peu plus d'un an, et la demande en Amérique est aussi grande qu'en Angleterre. Ces journaux sont considérés comme un enregistrement fidèle des impressions faites sur l'esprit d'un observateur compétent, à l'époque, par les événements dont il a été témoin et les personnes avec lesquelles il s'est associé. Greville ne s'est pas attardé à recueillir ou enregistrer le scandale privé. Son but semble avoir été de laisser derrière lui quelques-uns des matériaux de l'histoire, par lesquels les hommes et les actions de son temps seraient jugés. Il enregistre moins les événements publics que les causes privées qui y ont conduit ; et peut-être qu'aucun écrivain de mémoires anglais n'a laissé derrière lui une contribution plus précieuse à l'histoire du XIXe siècle[réf. nécessaire]. 
L'ensemble des mémoires paraissent finalement en trois parties : trois volumes couvrant 1817 à 1837, publiés en 1874, trois pour la période de 1837 à 1852, publiés en 1885, et les deux derniers en 1887, couvrant 1852 à 1860. Lors de la parution de la première partie en 1874, certains passages provoquent du scandale. Les exemplaires publiés sont autant que possible rappelés et des passages supprimés, mais une copie de ce manuscrit original est restée en possession de la famille Wallace jusqu'à ce qu'elle soit vendue et finalement acquise par un libraire de New York, Gabriel Wells. Wells et la maison d'édition Doubleday publient The Greville Diary en deux volumes en 1927, mais ceux-ci sont critiqués pour leur mauvaise rédaction et leurs déclarations inexactes .
En 1874, lorsqu'on apprend que le journal de Greville allait être imprimé, la nouvelle provoque un tollé. La reine Victoria écrit qu'elle est « horrifiée et indignée par ce livre épouvantable et vraiment scandaleux ».
Son frère, Henry Greville (1801-1872), attaché à l'ambassade britannique à Paris de 1834 à 1844, tenait également un journal, dont une partie est publiée par la vicomtesse Enfield, Leaves from The Diary of Henry Greville (Londres, 1883-1884).

### Publications
- (en) Charles C.F. Greville, The Greville memoirs. A journal of the reigns of King George IV. and King William IV., vol. I, Londres, Longmans green and co., 1874, 424 p. (lire en ligne)
- (en) Charles C.F. Greville, The Greville memoirs. A journal of the reigns of King George IV. and King William IV., vol. II, Londres, Longmans green and co., 1874, 384 p. (lire en ligne)
- (en) Charles C.F. Greville, The Greville memoirs. A journal of the reigns of King George IV. and King William IV., vol. III, Londres, Longmans green and co., 1874, 432 p. (lire en ligne)
- (en) Charles C.F. Greville, The Greville memoirs. A journal of the reign of Queen Victoria from 1852 to 1860, vol. I, Londres, Longmans, green, and co., 1887, 315 p. (lire en ligne)
- (en) Charles C.F. Greville, The Greville memoirs. A journal of the reign of Queen Victoria from 1852 to 1860, vol. II, Londres, Longmans, green, and co., 1887, 236 p. (lire en ligne)

## Sources
- This article incorporates text from a publication now in the public domain: Chisholm, Hugh, ed. (1911). "Greville, Charles Cavendish Fulke". Encyclopædia Britannica. 12 (11th ed.). Cambridge University Press.
- (en)  « Greville, Charles Cavendish Fulke », dans Leslie Stephen et Sidney Lee, Dictionary of National Biography, vol. 23, Londres, Smith, Elder & Co, 1890.
- HS Altham, A History of Cricket, Volume 1 (jusqu'en 1914), George Allen & Unwin, 1962
- Arthur Haygarth, Partitions et biographies, Volumes 1-11 (1744-1870), Lillywhite, 1862-1872